# Samsung Galaxy J1 Ace Neo
Samsung Galaxy J1 Ace Neo - бюджетный смартфон представленный  Samsung Electronics в июле 2016. Он работает на Android 5.1.1 Lollipop, с обновлением до Android 6.0.1. Оборудован 4.3-дюймовым Super AMOLED дисплеем. Поддерживает LTE соединение. Этот смартфон был представлен в Северной Африке как Samsung Galaxy J1 Ace VE.

## Оборудование
Samsung Galaxy J1 Ace Neo работает на Exynos 3450, который является 32-битным четырехъядерным 1.5GHz процессором. Он имеет 1900 mAh съемный аккумулятор.

## Память
Galaxy J1 Ace Neo поставляется с 1GB  RAM и 8GB внутренней памяти, С поддержкой съемных MicroSD карт объемом до 128GB.

## Программное обеспечение
Смартфон поставляется с Android 5.1.1 Lollipop  вместе с TouchWiz.

## Камера
Galaxy J1 Ace Neo имеет 5 мегапиксельную камеру с LED вспышкой и 2 мегапиксельную фронтальную камеру.